# Louis Dubois (politiker)
Louis Dubois, född 10 juni 1859, död 20 januari 1946, var en fransk politiker.
Dubois var tryckeriägare, och blev 1910 deptuerad. 1919-20 var han minister för handel, industri, post och telegraf. Dubois var även Frankrikes representant i skadeståndskommissionen 1920-22 och medlem av kammarens finansutskott. Han gjorde sig senare känd genom de stora anföranden, där han krävde den noggranna efterlevnaden av Versaillesfördragets bestämmelser om Tysklands skadeståndsplikt samt energiskt bekämpat olika, för Frankrikes ekonomi påfrestande förlag om reglering av krigsskulderna till USA.